# Chelariinae
A Chelariinae (magyar neve nincs) a valódi lepkék (Glossata) alrendjébe tartozó sarlós ajkú molyfélék (Gelechiidea) családjának egyik alcsaládja.

## Elterjedésük, fajaik
A fajok többsége trópusi; Európában hat neme él. Magyarországról kilenc fajukat mutatták ki.

## Rendszertani felosztásuk
Ezt az alcsaládot egyes rendszerek nem ismerik el önálló taxonnak, hanem Chelariini néven a Dichomerinae alcsalád egyik nemzetségének tekintik. Más rendszertanászok szerint a Chelariini nemzetség nem a Dichomerinae, hanem a Gelechiinae alcsalád része.

## Magyarországi fajaik
- olajfűzmoly (Anarsia eleagnella Kuznetzov, 1957) — Magyarországon szórványos (Pastorális, 2011;
- barackrágó sarlósmoly (Anarsia lineatella Zeller, 1839) — Magyarországon közönséges (Fazekas, 2001; Buschmann, 2003; Pastorális, 2011; Pastorális & Szeőke, 2011);
- seprőzanótmoly (Anarsia spartiella Schrank, 1802) — Magyarországon közönséges (Fazekas, 2001; Buschmann, 2003; Pastorális, 2011; Pastorális & Szeőke, 2011);
- levélhajtó sarlósmoly (Hypatima rhomboidella L., 1758) — Magyarországon sokfelé előfordul (Buschmann, 2003; Pastorális, 2011; Pastorális & Szeőke, 2011);
- hangaszövő sarlósmoly (Neofaculta ericetella Geyer, 1832) — Magyarországon szórványos (Pastorális, 2011;
- áfonyaszövő sarlósmoly (Neofaculta infernella Herrich-Schäffer, 1854) — Magyarországon szórványos (Pastorális, 2011;
- fehér vállú sarlósmoly (Nothris lemniscellus Zeller, 1839) — Magyarországon sokfelé előfordul (Buschmann, 2003; Pastorális, 2011);
- okkersárga sarlósmoly (Nothris verbascella Denis & Schiffermüller, 1775) — Magyarországon sokfelé előfordul (Fazekas, 2001; Buschmann, 2003; Pastorális, 2011; Pastorális & Szeőke, 2011);
- homoki sarlósmoly (Holcophora statices Staudinger, 1871) — Magyarországon többfelé előfordul (Pastorális, 2011; Pastorális & Szeőke, 2011);